# 圖爾尼奇鄉
45°55′N 26°40′E / 45.917°N 26.667°E
圖爾尼奇鄉（羅馬尼亞語：Comuna Tulnici, Vrancea），是羅馬尼亞的鄉份，位於該國東部，由弗朗恰縣負責管轄，面積276平方公里，海拔高度512米，2002年人口3,909，人口密度每平方公里14人。